# NGC 1185
NGC 1185 је спирална галаксија у сазвежђу Еридан која се налази на NGC листи објеката дубоког неба.
Деклинација објекта је - 9° 7' 59" а ректасцензија 3h 2m 59,2s. Привидна величина (магнитуда) објекта NGC 1185 износи 14,8 а фотографска магнитуда 15,6. NGC 1185 је још познат и под ознакама MCG -2-8-41, IRAS 03005-0919, PGC 11488.